# Mandatorní výdaje České republiky

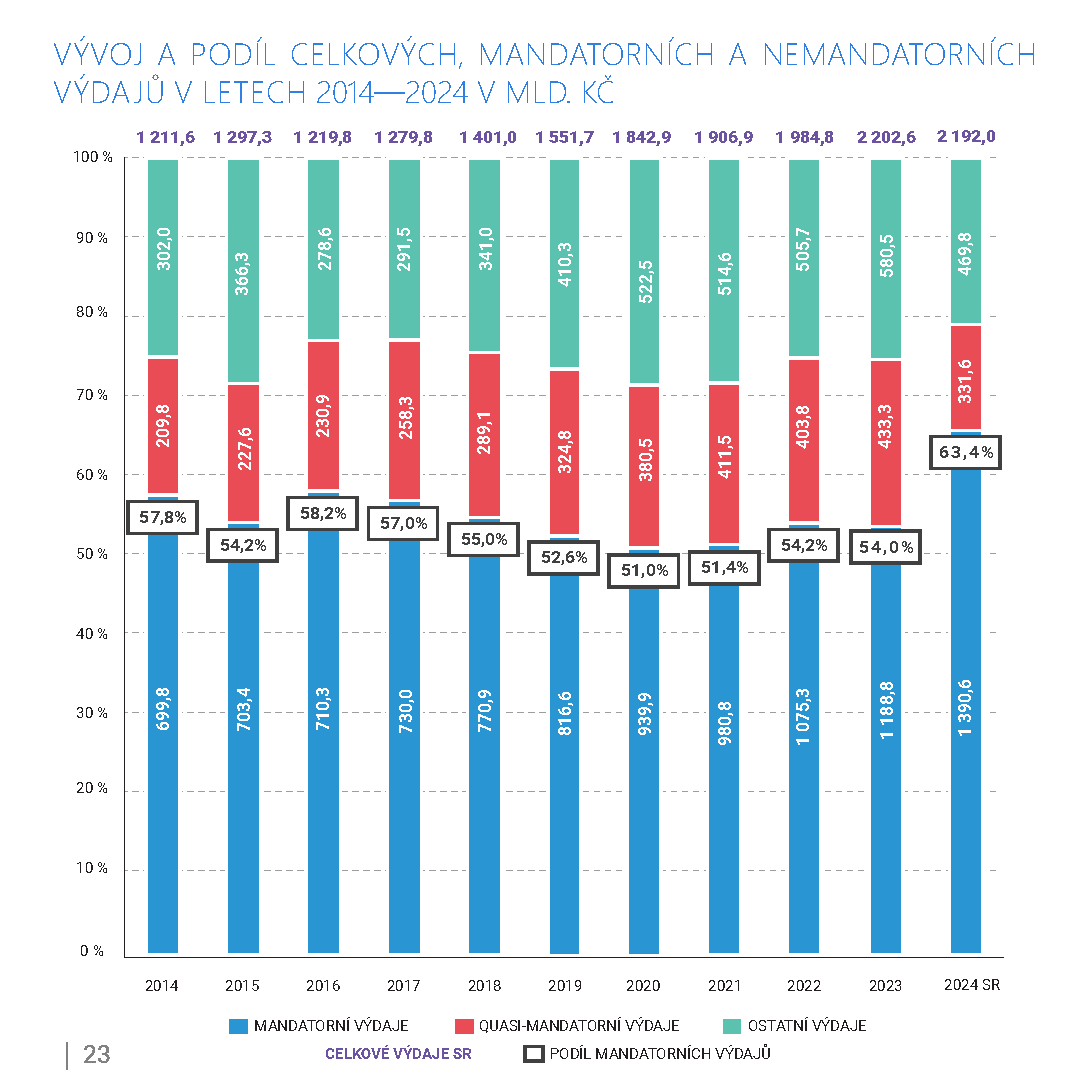
VÝVOJ A PODÍL CELKOVÝCH, MANDATORNÍCH A NEMANDATORNÍCH VÝDAJŮ V LETECH 2014—2024 V MLD. KČ

Mandatorní výdaje České republiky jsou povinné prostředky, které musí vláda vynaložit. Povinné jsou proto, že jsou stanoveny zákonem, jinou právní normou nebo vyplývají z jiných pevně daných smluvních závazků státu. Jejich výši proto nelze při plánování rozpočtu nijak měnit. Celkové mandatorní a quasi mandatorní výdaje v rozpočtu na rok 2024 byly přibližně 1722 mld. Kč, což činí 78,5 % veškerých výdajů ve státním rozpočtu.
Mandatorní výdaje nejsou jednotlivými státy světa sledovány v porovnatelné podobě, což je například způsobeno rozdílnou legislativou v jednotlivých státech, neexistuje tedy žádná společná definice těchto výdajů. Podle Ministerstva financí České republiky do mandatorních výdajů patří: mandatorní výdaje vyplývající ze zákona, ostatní mandatorní výdaje a tzv. quasi mandatorní výdaje. Mandatorní výdaje vyplývající ze zákona mají největší objem, a to zejména díky sociálním transferům, tedy sociální politice našeho státu.

## Rozdělení mandatorních výdajů
- Mandatorní výdaje vyplývající ze zákona
  - Sociální transfery
  - Mandatorní výdaje dané zákonem
- Ostatní mandatorní výdaje
  - Výdaje vyplývající z jiných právních norem
  - Výdaje vyplývající ze smluvních závazků
- Kvazi-mandatorní výdaje

### Mandatorní výdaje vyplývající ze zákona
Celkem mandatorní výdaje vyplývající ze zákona za rok 2024 činily přibližně 1390 mld. Kč. Jde především o sociální transfery
Patří sem položky:
1. Sociální transfery vč. ochrany zaměstnanců a mandatorních sociálních dotací
2. Dávky důchodového pojištění (vč. ozbrojených složek)
3. Dávky nemocenského pojištění
4. Dávky státní sociální podpory
5. Ostatní sociální dávky
6. Podpory v nezaměstnanosti
7. Ochrana zaměstnanců při platební neschopnosti zaměstnavatelů
8. Mandatorní sociální dotace zaměstnavatelům
9. Dávky sociální péče prostřednictvím OkÚ a obcí
10. Transfery na dávky pomoci v hmotné nouzi a na dávky zdravotně postiženým
11. Transfery na příspěvek na péči podle zákona o sociálních službách
12. Státní příspěvek na penzijní pojištění
13. Platba státu na zdravotní pojištění
14. Výdaje na dluhovou službu
15. Poplatky dluhové služby vč. úmoru státního dluhu od r. 2008
16. Majetková újma peněžních ústavů
17. Příspěvek státu na podporu stavebního spoření
18. Výdaje na volby a příspěvek politickým stranám
19. Pozemkové úpravy
20. Podpora exportu – MF, EGAP, ČEB
21. Dotace státním fondům (od r. 2005 pouze správní výdaje SZIF
22. Výběrová dětská rekreace-dětské domovy a ÚSP
23. Úřad pro dohled na družstevními záložnami
24. Obchod. a náhrad. za ztrátu na platu pro pracovníky HZS
25. Soudní a mimosoudní rehab. a odškod. obětem trestné činnosti a ostatní náhrady
26. Jednorázová peněžní náhrada příslušníkům zahr. armád
27. Jednorázová částka účastníkům národního boje a dalším osobám
28. Zdravotní péče azylantům a cizincům
29. Majetková újma pojišťoven z provozování zákonného pojištění odpovědnosti zaměstnavatele za škodu při pracovním úrazu a nemoci z povolání
30. Minimální povinný příděl do FKSP
31. Úhrada ztráty z univerzální služby
32. Bezpečnost a ochrana zdraví při práci

### Ostatní mandatorní výdaje
V roce 2012 celek činily 43 mld. Kč. Ostatní mandatorní výdaje dělíme na dvě skupiny: na mandatorní výdaje vyplývající z jiných právních norem a mandatorní výdaje vyplývající ze smluvních závazků. V porovnání s mandatorními výdaji vyplývajícími ze zákona nebo s quasi mandatorními výdaji mají tyto výdaje řádově menší objem, avšak to však neznamená, že by tvořily zanedbatelnou část rozpočtu.
1. Státní podpora hypotečního úvěrování
2. Novomanželské půjčky
3. Vyplacení jednorázové náhrady ke zmírnění některých křivd způsobených komunistickým režimem
4. Souhrnné pojištění vozidel
5. Úhrada kurzových ztrát při splátkách
6. Státní záruky a negarantované úvěry, správa železniční dopravní cesty
7. Platba úroku za úvěry se zárukou
8. Vládní úvěry
9. Transfery mezinárodním organizacím, platby MMF, SB, Česko německý fond budoucnosti
10. Vypořádání závazků ČR vůči VIA
11. Odvody a příspěvky do rozpočtu EU

### Quasi mandatorní výdaje
Quasi mandatorní výdaje činily pro rok 2024 asi 331 mld Kč. Někdy též kvazi mandatorní výdaje (angl. quasi = skoro). Jsou to dlouhodobé záruky státu dané zákony. Quasi mandatorní výdaje jsou daleko méně zmiňovány než jiné mandatorní výdaje. Neznamená to však, že by tyto výdaje byly nedůležité nebo neznámé. Jsou významnou položkou výdajové strany státního rozpočtu.
1. Aktivní politika zaměstnanosti
2. Kap. min. obrany
3. Zahraniční pomoc
4. Mzdy OSS a příspěvek vč. pojištění a FKPS
5. Platy duchovních a administrativních pracovníků
6. Investiční pobídky